# الجنرال جوناثان كرانتز
الجنرال جوناثان كرانتز أو الجنرال شخصية خيالية في المسلسل الأمريكي بريزون بريك قائد المنظمة الفاسدة المسماة بالكومباني هو السبب الرئيسي على الأرجح في بداية الأحداث التي أدت إلى اعتقال لينكون بروز ومقتل العديد من الأشخاص تعرض لمحاولة اغتيال دبرتها له كريستينا سكولفيد.

له إبنتين ليزا تاباك زوجة السفير التركي وإيميلي ابنة جريتشن مورجان وهو أحد حاملي البطاقات الست.
ظهر في الحلقة 22 من الموسم الرابع وهو على الكرسي الكهربائي لإعدامه وكان يلبس الزي البرتقالي وهو يدل على الإرهابيين وكان شديد الارتباك حينها